# 天鵝座ψ
天鵝座ψ，拉丁化為Psi Cygni，是在天鵝座的一個三合星系統。組合成視星等4.92等的情況下，用裸眼就能看見。截至2002年，內部的一對，即Aa和Ab，沿著77.6°的位置角，具有0.10弧秒的分離，它們的綜合視星等為5.05等。 相對於這一對，系統的第三個成員，星等為7.61。截至2010年，成員B沿175.6°的位置角的角距離為2.87弧秒。基於11.59mas的周年恆星視差，天鵝座ψ與太陽的距離大約是281 光年。
系統中較亮的成員，可能是Aa，顯示出A型主序星的光譜，恆星分類為A4Vn，其中的「n」表示由於快速旋轉而導致的「模糊」吸收線。它展現出的 投影旋轉速度為207。該成員在7,971 K的有效溫度下，從外層大氣輻射出的光度是太陽光度的62倍。